# 廖昌金
廖昌金（1906年—1972年10月31日），江西省上犹县人。中华人民共和国政治人物。

## 生平
参加家乡农民暴动，任营前乡苏维埃政府土地委员。1931年，参加上犹游击队，编入湘赣苏区红军部队，历任红六军团第十七师五十团连长，第十六师四十八团营长，红二方面军第六军军部参谋。参加长征。抗日战争爆发后，调到新四军工作。1940年底以前，曾任新四军第一支队二团三营营长，江南抗日义勇军二团参谋长。1941年起，历任新四军第一师三旅九团团长，抗大九分校教育长，新四军苏浙军区浙西军分区参谋长。第二次国共内战期间，任山东野战军第一纵队司令部参谋处长，胶东滨北军分区副司令员兼参谋长、司令员，苏南军区松江军分区司令员。
中华人民共和国成立后，曾任苏南公安总队总队长，江苏公安总队总队长。1954年，任江苏省兵役局局长。1959年起，任江苏省军区副参谋长。1964年4月晋升为少将军衔。获二级八一勋章、二级独立自由勋章、二级解放勋章。1972年10月31日去世。